# Heinrich Bohr
Heinrich Bohr (* 5. März 1884 in Wien; † 28. November 1961 ebenda) war ein österreichischer Gitarrist und Komponist.

## Leben
Heinrich Bohr war Sohn eines bekannten Wiener Volksarztes, nach dem im dritten Bezirk der Stadt noch heute eine Gasse (Dr.-Bohr-Gasse) benannt ist.
Er studierte Gitarre am Wiener Konservatorium bei Jakob Ortner, wo er nach Abschluss seiner Studien gemeinsam mit Karl Scheit und Luise Walker unterrichtete.
Sein überliefertes Œuvre umfasst fünfunddreißig Kompositionen für die Sologitarre, zumeist von programmatischem Charakter, in denen der Titel eine bestimmte Situation oder Stimmung skizziert, die von der Musik farbenfroh ausgestaltet wird. Bohr entwickelte in seinen Kompositionen auch bemerkenswerte Neuerungen in der Spieltechnik der Gitarre, so z. B. in einer Verbindung von harfenartigen Brechungen und geklopften Tönen.
Einige seiner Werke wurden bei verschiedenen Verlagen veröffentlicht.

## Werke (Auswahl)
- Schlummerlied. (Zeitschrift für Gitarre Wien)
- Ballade. (Zeitschrift für Gitarre, Wien)
- Das klagende Lied – Heinrich Wallnöfer gewidmet. Musikverlag Hladky, Wien 1957. V.H. 1657
- Spanischer Tanz. Musikverlag Hladky, Wien 1957. V.H. 1658
- Hirtentanz. Musikverlag Hladky, Wien 1957. V.H. 1657
- Acht Solostücke für Gitarre. Verlag A. Benjamin, Hamburg 1928. A.J.E. 7379
- Zehn Stücke für Gitarre. Verlag Anton Goll, Wien. o. J. Nr. 736